# سواحل دبی
سواحل دبی (به عربی: سَواحِل دبی) یکی از جاذبه‌های گردشگری شهر دبی ویکی از نقاط دیدنی امارات متحده عربی است.
برای علاقه مندان به ورزش شنا و دوست داران سواحل، انتخاب‌های زیادی در دبی وجود دارد. در ساده‌ترین شکل می‌توانند از سواحل عمومی استفاده نمایند. این سواحل از امکانات کمی برخوردارند ولی نیاز به پرداخت ورودیه ندارند. در مقابل،
پارک‌های ساحلی از امکانات خوبی مانند اتاق تعویض لباس، استخرهای متعدد و زمین‌های ورزشی برخوردارند ولی ورودیه دریافت می‌کنند؛ و برای کسانی که می‌خواهند از امکانات عالی برخوردار شوند، استفاده از سواحل خصوصی متعلق به هتل‌ها توصیه می‌شود. سواحل عمومی دبی از کنار تالاب الممزر در شمال شرقی دبی آغاز می‌شود. این تالاب شامل منطقه مخصوص برای شنا، جت اسکی و کلبه‌های چوبی می‌باشد. با حرکت به طرف جنوب به ساحل کرنیش جمیرا می‌رسیم. این ساحل مورد علاقه بسیاری از گردشگران برای آفتاب گرفتن، شنا کردن و تماشای مردم می‌باشد. امکانات آن عبارت است از نیمکت‌ها و میزهای دارای سایه بان، محل‌های ویژه بازی بچه‌ها، دوش آب و مناطق حفاظت شده برای شنا. سنگ چین کناری این ساحل یک مکان خوب برای علاقه مندان به ماهیگیری» می‌باشد. در قسمت‌های جنوبی تر به سواحل کوچکتر نزدیک به:
- باشگاه دریانوردی دبی
- دانشگاه وولن گونگ

و ساحل هتل ساحلی جمیرا می‌رسیم. بعد از این قسمت‌ها، ساحل عمومی مابین هتل متروپولیتن و هتل ساحلی شرایتون از دیگر ساحل‌های مورد نظر گردشگران، سکنه دبی و مهمانان هتل‌ها برای قدم زدن و دیدن مردم می‌باشد. مقررات خاصی نیز برای بازدید و استفاده از سواحل عمومی اتخاذ شده‌است. بردن سگ و حیوانات اهلی به ساحل ممنوع می‌باشد. بردن ماشین و رانندگی کردن، برافروختن آتش و طبخ غذا، چادر زدن و تشکیل بزم و پارتی‌های بزرگ نیز در سواحل عمومی مجاز نمی‌باشد. نکته بسیار مهم دیگری نیز درباره شنا کردن در این سواحل باید در نظر گرفته شود. اگرچه آبهای ساحلی دبی بسیار آرام و کم تلاطم به‌نظر می‌رسند اما موج‌های آن می‌تواند شناگران را به آسانی از ساحل دور نماید؛ لذا در هنگام شنا کردن بسیار مراقب باشید و تنها در صورت حضور نجات غریق در ساحل، به شنا کردن مبادرت نمایید.